# 6177 Fécamp
6177 Fécamp eller 1986 CE2 är en asteroid i huvudbältet som upptäcktes den 12 februari 1986 av den belgiske astronomen Henri Debehogne i Uccle. Den är uppkallad efter den franska byn Fécamp.
Asteroiden har en diameter på ungefär 4 kilometer och den tillhör asteroidgruppen Flora.